# Casali del Manco
Casali del Manco est une commune de la province de Cosenza, dans la région de Calabre, en Italie.

## Administration

### Hameaux
- Casole Bruzio, Pedace, Serra Pedace, Spezzano Piccolo, Trenta